# Maria Aitken
Maria Penelope Katharine Aitken (* 12. September 1945 in Dublin) ist eine irische Filmschauspielerin und Buchautorin.

## Leben
Maria Aitken wuchs in einer Familie von Politikern und Adeligen heran. Ihr Vater William Aitken saß von 1950 bis 1965 für den Wahlkreis Bury St. Edmunds im Britischen Parlament. Ihr drei Jahre älterer Bruder Jonathan Aitken wurde ebenfalls Parlamentarier und saß von 1974 bis 1997 im House of Commons. Ihre Mutter Penelope Aitken zählte zu einer Dame der Gesellschaft, deren Vater John Loader Maffey von 1926 bis 1934 Generalgouverneur des Sudan war. Maria Aitken ist zudem eine Großnichte von Max Aitken, 1. Baron Beaverbrook.
Aitken genoss eine privilegierte Ausbildung an der Sherborne School for Girls in Dorset, ehe sie ab Mitte der 1960er Jahre das St Anne’s College in Oxford besuchte. Hier wurde sie auch vom Schauspieler Richard Burton entdeckt, der Maria Aitken für sein Stück Faustus verpflichtete.
Als dieses 1967 mit Burton und Elizabeth Taylor unter dem Titel Doktor Faustus verfilmt wurde, konnte Maria Aitken in einer kleinen Nebenrolle mitwirken – es war ihr Debüt als Schauspielerin. Aitken wirkte überwiegend in britischen Fernsehserien und -filmen mit. 1971 stand sie in Maria Stuart, Königin von Schottland als Lady Bothwell vor der Kamera (und somit als Gattin ihres späteren tatsächlichen Ehemannes), dem 1974 ein Gastauftritt in Die Onedin-Linie folgte. Im Jahr 1984 versuchte es Aitken auch als Drehbuchautorin und erfand so die Sitcom Poor Little Rich Girls. Allerdings offenbarte sich das Projekt als Flop, so dass nach nur sieben Episoden die Serie eingestellt wurde. Ihr wohl bekanntester Spielfilm, in dem sie als Schauspielerin zu sehen war, sollte jedoch Ein Fisch namens Wanda werden, der 1988 produziert wurde, und für welchen Aitken 1989 für den British Academy Film Award als Beste Nebendarstellerin nominiert wurde. 1998 stand sie an der Seite von Christopher Lee in Jinnah als Edwina Mountbatten, Countess Mountbatten of Burma, vor der Kamera. Nach der Jahrtausendwende hat Aitken mit einer Ausnahme keine Filme mehr gedreht. 2005 konnte sie man in Stellas Versuchung an der Seite von Ian McKellen und Natasha Richardson vor der Kamera sehen.
Aitken hatte Lehraufträge bei der British American Drama Academy, The Juilliard School, der Yale School of Drama, der New York University, The Actors Center in New York City und der Academy for Classical Acting. Sie ist Autorin zweier Essay-Bände: A Girdle Round the Earth und Style: Acting in High Comedy. Im Jahre 2012 wurde sie Vertrauensfrau (trustee) der Noël Coward Foundation.
Maria Aitken war bislang dreimal verheiratet. Im Januar 1968 heiratete sie den Schauspieler Richard Durden; die Scheidung folgte bereits drei Jahre später. Ihre zweite Ehe ging sie im Mai 1972 mit dem Schauspieler Nigel Davenport ein; aus dieser Ehe ging 1973 ihr Sohn Jack Davenport hervor, der durch seine Rolle in Pirates of the Caribbean weltweit bekannt wurde. Aitken und Davenport ließen sich 1981 wieder scheiden. Seit Dezember 1991 ist Aitken mit dem Schriftsteller Patrick McGrath verheiratet. Sie lebt in London und New York City.

## Bibliografie
- A Girdle Round the Earth: Women Travellers And Adventurers, Constable 1987[2]
- Style: Acting in High Comedy, Applause 1996

## Filmografie (Auswahl)
- 1967: Doktor Faustus (Doctor Faustus)
- 1969: Some Girls Do
- 1969: The Gold Robbers (Miniserie, 3 Folgen)
- 1971: Maria Stuart, Königin von Schottland (Mary, Queen of Scots)
- 1972: The Regiment (Fernsehserie, 7 Folgen)
- 1973: Scotch on the Rocks (Fernsehserie, 5 Folgen)
- 1974: Die Onedin-Linie (The Onedin Line, Fernsehserie, eine Folge)
- 1980: Company and Co (Fernsehserie, 7 Folgen)
- 1984: Poor Little Rich Girls (Fernsehserie, 8 Folgen)
- 1986: Half Moon Street
- 1988: Melba (Miniserie, 6 Folgen)
- 1988: Ein Fisch namens Wanda (A Fish Called Wanda)
- 1990: The Fool
- 1995: The Grotesque
- 1997: Wilde Kreaturen (Fierce Creatures)
- 1998: Jinnah
- 2005: Stellas Versuchung (Asylum)

## Auszeichnungen
- 1989: Nominiert für den British Academy Film Award, für: Ein Fisch namens Wanda

## Belege
1. ↑  Profileintrag Maria Aitken, Huntington Theater Co. vom 6. April 2014, abgerufen am 10. Juli 2014.
2. ↑  Show People: She's only flexed three muscles: Maria Aitken, Robert Butler in The Independent vom 11. September 1994, abgerufen am 10. Juli 2014.

| Personendaten    | Personendaten                    |
| ---------------- | -------------------------------- |
| NAME             | Aitken, Maria                    |
| ALTERNATIVNAMEN  | Aitken, Maria Penelope Katherine |
| KURZBESCHREIBUNG | irische Schauspielerin           |
| GEBURTSDATUM     | 12. September 1945               |
| GEBURTSORT       | Dublin, Irland                   |